# 旧圣马丹
旧圣马丹（法語：Saint-Martin-le-Vieux，法語發音：[sɛ̃ maʁtɛ̃ lə vjø]）是法国新阿基坦大区上维埃纳省的一个市镇，属于利摩日区。

## 地理
旧圣马丹（45°44'41"N, 1°7'6"E）面积17.49 平方千米，位于法国新阿基坦大区上维埃纳省，该省份为法国中西部省份，北起顺时针与安德尔省、克勒兹省、科雷兹省、多爾多涅省、夏朗德省和维埃纳省接壤。
与旧圣马丹接壤的市镇（或旧市镇、城区）包括：维埃纳河畔艾克斯、贝纳克、比尔尼亚克、弗拉维尼亚克、拉维尼亚克、塞雷亚克。
旧圣马丹的时区为UTC+01:00、UTC+02:00（夏令时）。

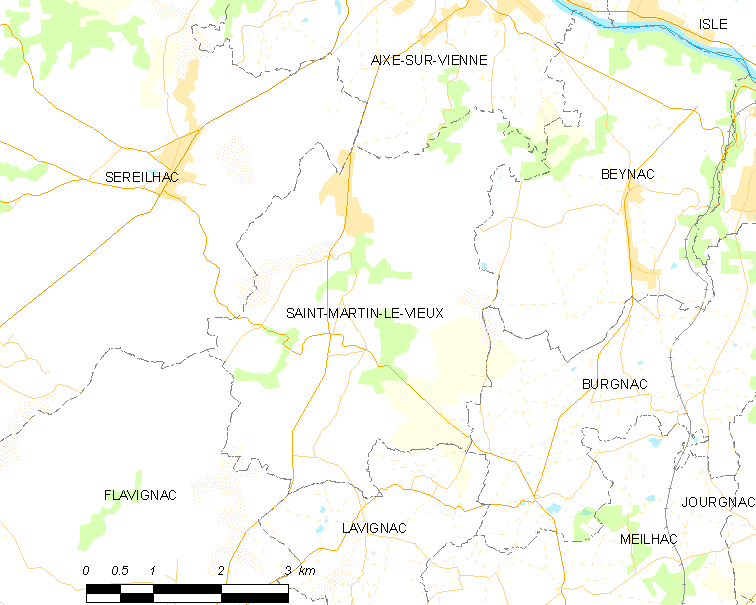
旧圣马丹的OSM定位图

## 行政
旧圣马丹的邮政编码为87700，INSEE市镇编码为87166。

## 政治
旧圣马丹所属的省级选区为维埃纳河畔艾克斯县。

## 人口

1962-2008年间旧圣马丹人口变化图示

旧圣马丹于2022年1月1日时的人口数量为878人。